# Mahavisaurus dentatus
Il mahavisauro (Mahavisaurus dentatus) è un anfibio estinto, appartenente ai temnospondili. Visse nel Triassico inferiore (Induano, circa 250 milioni di anni fa) e i suoi resti fossili sono stati ritrovati in Madagascar.

## Descrizione
Questo animale è noto principalmente per alcuni crani fossili, ritrovati nella zona di Ambilobe in Madagascar. Il cranio di Mahavisaurus poteva superare i 10 centimetri di lunghezza e si suppone che l'animale intero raggiungesse un metro. Il cranio di Mahavisaurus era triangolare e piuttosto appiattito, dotato di due orbite poste a circa metà del cranio e in posizione laterale. Le fauci erano fornite di numerosissimi denti aguzzi; molti denticoli dalla forma arrotondata presenti sul palato formavano vere e proprie batterie. Il sistema della linea laterale era sviluppato soprattutto nei giovani.

## Classificazione
Mahavisaurus dentatus è stato descritto per la prima volta da Lehman nel 1966, ed è considerato un rappresentante dei ritidosteidi, anfibi temnospondili di dimensioni medie, dal cranio triangolare. Tra questi, sembra che i suoi più stretti parenti fossero Sangaia del Brasile e Pneumatostega del Sudafrica.
Nella stessa zona in cui furono ritrovati i fossili di Mahavisaurus vennero alla luce anche fossili di anfibi più piccoli, inizialmente ritenuti essere una specie a sé stante e denominati Lyrosaurus australis. Un successivo riesame dei fossili ha permesso di identificare questi ultimi come esemplari giovanili di Mahavisaurus (Maganuco e Pasini, 2009).

## Paleobiologia
Lo studio di Maganuco e Pasini del 2009 ha permesso di ipotizzare lo stile di vita di Mahavisaurus. Sulla base dell'anatomia del cranio e dal raffronto con forme simili, si suppone che questo animale fosse un predatore attivo, che probabilmente cacciava le sue prede in estuari, delta o lungo le coste. Mahavisaurus, grazie alle batterie di denticoli arrotondati, riusciva probabilmente a schiacciare i carapaci di piccoli crostacei, così come a catturare piccoli pesci grazie ai denti più aguzzi. I giovani erano forse più adatti a vivere negli estuari, in una zona dall'acqua più fangosa e buia: i canali dermosensoriali del cranio indicano che il sistema della linea laterale era particolarmente sviluppato e poteva permettere a questi animali di localizzare le onde prodotte dai movimenti delle prede in acque torbide. Gli adulti, invece, avevano questo sistema molto meno sviluppato, e si suppone che vivessero in zone dove l'acqua era più limpida, forse le coste.